# لانسلوت فلبس
لانسلوت فلبس هو سياسي أمريكي، ولد في 9 نوفمبر 1784 في Windsor, Connecticut ‏ في الولايات المتحدة، وتوفي في 1 سبتمبر 1866. نشط حزبياً في الحزب الديمقراطي. وقد انتخب عضو مجلس نواب كونيتيكت ‏ وانتخب عضو مجلس النواب الأمريكي.